# 交響組曲「ドラゴンクエストVIII」空と海と大地と呪われし姫君
『交響組曲「ドラゴンクエストVIII」空と海と大地と呪われし姫君』（こうきょうくみきょく ドラゴンクエストエイト そらとうみとだいちとのろわれしひめぎみ）は、『ドラゴンクエストVIII 空と海と大地と呪われし姫君』の音楽CDである。

## 解説
シリーズ8作目となる『ドラゴンクエストVIII 空と海と大地と呪われし姫君』の交響組曲である。作曲・指揮はすぎやまこういち、演奏は東京都交響楽団、コンサートマスターは山本友重。
VIからVIIまで交響組曲版の演奏を担当したロンドン・フィルハーモニー管弦楽団に代わり、本作から東京都交響楽団が演奏を担当している。
2005年6月22日にアニプレックスより発売されていたが現在は廃盤となっている。これはSUGIレーベルがキングレコードへ全面移籍となり、キングレコードより2009年8月5日に発売されているためである。
CDジャケットは『交響組曲「ドラゴンクエストVII」エデンの戦士たち』から継続している風景写真を採用している。

## 収録楽曲

### DISC1
| No. | No. | 楽曲名               | 備考 |
| --- | --- | -------------------- | --- |
| 1   | 1   | 序曲（VIII）         | - 基本的に『序曲のマーチVII』を継承しつつ、後半はIVの交響組曲版『序曲』へと回帰する - ポルトリンクの定期船の出航時やエンディングの一シーンでも使われる  |
| 2   | 2   | 馬車を曳いて         | - 物語冒頭のスタッフクレジット時や古代船関連のイベントで使用されている - 後半になってからは専らレティスのテーマとして使われている                       |
| 3   | 3   | 穏やかな街並み       | - 一般的な町で使われ、ベルガラックではカジノが復興するまで使われる - 夜用のアレンジも存在するが、シンセサイザー版のみで本CDには未収録                   |
| 3   | 4   | 静かな村             | - 村で使われるが、フィールド上の小屋でも使われる - 夜用のアレンジも存在するが、シンセサイザー版のみで本CDには未収録                                     |
| 3   | 5   | 錬金がま             | 錬金釜、ランプ錬金、ツボ錬金の画面での曲 |
| 4   | 6   | 広い世界へ           | フィールド上で使われるBGM |
| 4   | 7   | 大平原のマーチ       | キラーパンサー騎乗時に流れるほか、ドルマゲス討伐後にも流れる                                                                                            |
| 5   | 8   | 対話                 | - 規模の大きな町で使われ、ベルガラックではカジノ復興後は終日使われる - 夜用のアレンジは存在しない                                                       |
| 6   | 9   | ひんやりと暗い道     | - 洞窟で流れるBGM - 他の曲に比べ、半音階の上昇下降が頻繁に現れる                                                                                        |
| 6   | 10  | 暗い道の奥で         | - 洞窟の深奥部で流れるBGM - 『ひんやりと暗い道』のアレンジでテンポを遅く音程を低くしたもの                                                              |
| 7   | 11  | 讃美歌に癒されて     | - 主に教会の中で使用され、マイエラ修道院初訪問時にも使用される - VIIIで教会の標準曲と位置づけられ、以後のナンバリング作品の教会はこの曲で統一されている |
| 7   | 12  | 修道僧の決意         | マイエラ修道院、聖地ゴルド、法皇の館で使われる |
| 8   | 13  | つらい時を乗り越えて | 主に回想シーンなどのイベントで多用され、ミーティアとの会話シーンでも使われる                                                                            |
| 8   | 14  | 急げ！ピンチだ       | - 主に何らかの緊急事態が発生した際に使われる - オーケストラ版はパーカッションがある                                                                     |
| 9   | 15  | 神秘なる塔           | - 神鳥の巣や天の祭壇でも使われる - 非常に多くの打楽器が使用されている                                                                                   |
| 10  | 16  | そうだあの時は       | ヤンガスの回想シーンなどで使用される |
| 10  | 17  | それ行けトーポ       | イベント中でトーポを操作する際の曲であるが、トーポ以外のイベント時も使われる                                                                            |
| 11  | 18  | 雄叫びをあげて       | - 通常戦闘曲であり、ホルンをはじめとするブラスセクションの雄叫びが印象的な曲 - オーケストラ版では終盤部に1周目と2周目で違いがある                       |
| 11  | 19  | 難関を突破せよ       | 各種中ボスとの戦闘時の曲 |

### DISC2
| No. | No. | 楽曲名           | 備考 |
| --- | --- | ---------------- | --- |
| 1   | 20  | この想いを･･･    | - 死別等の悲しめのイベントで多用されるほか、トロデーン城や喪中のアスカンタ城でも使われる - 本楽曲のアレンジ曲（この想いをハープに乗せて）も存在するが、シンセサイザー版のみで本CDには未収録                                                                                    |
| 2   | 21  | 城の威容         | 城で流れるBGMのイントロ部分であり基本的に城に入った最初の時のみ流れる他、夜用の場合はカットされる |
| 2   | 22  | 王宮のガヴォット | - 城で流れるBGMであるが、ゲーム中での初使用は非常に遅い - 夜用のアレンジも存在するが、シンセサイザー版のみで本CDには未収録 |
| 2   | 23  | （城の威容）     | |
| 3   | 24  | 詩人の世界       | 月の世界及びふしぎな泉で使われる |
| 4   | 25  | 海の記憶         | - 船に乗っているときのBGM - 古代船浮上イベント用のソプラノバージョンも存在するが、シンセサイザー版のみで本CDには未収録 |
| 5   | 26  | 忍び寄る影       | - ドルマゲスやラプソーン、暗黒神に支配された者などのイベントで使用される - 冒頭に敵の襲来をイメージした部分があるがカットして使われるシーンも多い - この冒頭部は単体で「魔物出現!!」というMEにもなっている                                                                     |
| 6   | 27  | 闇の遺跡         | 闇の遺跡で使われるほか、闇の世界のフィールド上やリブルアーチでの事件発生時でも使われる |
| 7   | 28  | 大聖堂のある街   | サヴェッラ大聖堂、マルチェロ関連のイベント、モリーによるバトルロード紹介、海賊の洞窟でゲルダが登場する場面などで使用 |
| 8   | 29  | おおぞらをとぶ   | 本曲の初登場は「III」であるが、VIIIでは「神鳥のたましい」の力で飛行中に流れる |
| 9   | 30  | 終末へ向かう     | 暗黒魔城都市内で使われる |
| 10  | 31  | ドルマゲス       | ドルマゲス（変身後）との戦闘時、暗黒神ラプソーン（変身前）、暗黒の魔人、竜神王（変身体含む）等に採用 |
| 10  | 32  | おおぞらに戦う   | - 暗黒神ラプソーン（変身後・バリア破壊後）との戦闘時の曲 - 前述の『おおぞらをとぶ』と『ドルマゲス』のメロディが取り入れられている |
| 11  | 33  | 空と海と大地     | - ストリーム版では途中でピアノをふんだんに使用しているが、交響組曲版では当初外されている - オーケストラの音圧設計上、ピアノが負けてしまうために外したとすぎやまは公式サイトで説明 - ファンの印象が非常に強かったこともありその後のコンサート公演ではピアノパートが復活している |